# Go Mishima
Tsuyoshi Yoshida (1924-5 de enero de 1988), conocido por el seudónimo Go Mishima (三島剛, Mishima Go), fue un artista fetichista homoerótico japonés y fundador de la revista Sabu. Se destaca por sus ilustraciones de hombres "tipo macho", a menudo con tatuajes irezumi inspirados en los yakuza. Mishima, junto con Tatsuji Okawa, Sanshi Funayama y Go Hirano, es considerado por el artista e historiador Gengoroh Tagame como una figura central en la primera ola de artistas homosexuales contemporáneos en Japón.

## Biografía
Mishima nació en 1924 en Yokosuka, prefectura de Kanagawa. A los 18 años fue reclutado por el Ejército Imperial Japonés, donde tuvo su primera experiencia homosexual con su oficial al mando. Al final de la Segunda Guerra Mundial en 1945, Mishima se mudó a Tokio, donde se sumergió en la naciente vida nocturna gay de la ciudad. Muchos bares y discotecas durante esta época fueron operados por los yakuza; la fascinación de Mishima por sus peinados de corte militar y sus tatuajes irezumi figuraría en gran medida en su arte.
A finales de la década de 1950, Mishima descubrió el arte de Tom of Finland, quien llegó a influir en su propio trabajo. En 1955, Mishima conoció al escritor Yukio Mishima en un gimnasio y entablaron una amistad gracias a su interés compartido por el atletismo, el culturismo y la sexualidad hipermasculina. Los dos hombres dibujaron juntos desnudos artísticos como pasatiempo; Go Mishima comenzó a seguir una carrera en el arte homoerótico en serio con el apoyo de Yukio Mishima, y adoptó el apellido de Mishima para usarlo como su seudónimo en homenaje. Después de la muerte de Yukio Mishima por suicidio ritual, Go Mishima comenzó a representar materiales y temas más violentos en su arte, incluida el bondage, el masoquismo y la tortura.
En 1964, Mishima publicó en Fuzokukitan y Bara, dos de las primeras revistas de Japón en publicar contenido gay y pornográfico gay. Fue uno de los primeros colaboradores de Barazoku, que en 1971 se convirtió en la primera revista gay de circulación comercial en Japón. Insatisfecho con el estilo artístico bishōnen de Barazoku, Mishima fundó Sabu en 1974, que se centraba en imágenes de hombres masculinos y era más explícitamente pornográfico.
El 5 de enero de 1988, Mishima murió por complicaciones de cirrosis. En 1989 se publicó un número conmemorativo de Barazoku en homenaje a Mishima, en el que Sadao Hasegawa se refería a él como "un maestro ilustrador del físico masculino". La primera exposición individual del arte de Mishima se llevó a cabo en 1999, en la Galería Naruyama de Tokio.